# Griekse Evangelie van de Egyptenaren
Het Griekse evangelie van de Egyptenaren is een apocrief evangelie uit de tweede eeuw n. Chr., te onderscheiden van het zogenaamde Koptische evangelie van de Egyptenaren. Het evangelie wordt alleen genoemd en geciteerd door de kerkvader Clemens van Alexandrië (c. 150- c. 215). In totaal gaat het om vijf citaten.
Het evangelie is encratistisch van karakter.

## Naamgeving
Clemens noemt het evangelie wanneer hij in de Tweede brief van Clemens citeert: "Evangelie van de Egyptenaren." Volgens dr. A.F.J. Klijn was het evangelie slechts in Egypte in gebruik.

## Auteurschap
Wie het evangelie heeft geschreven is volstrekt onbekend. Het scherpe onderscheid tussen ziel en lichaam zou kunnen betekenen dat het evangelie in een hellenistisch milieu is ontstaan. Het is niet ondenkbaar dat het geschrift is ontstaan in Alexandrië in een joods-hellenistisch omgeving.

## Inhoud
De citaten die ons zijn overgeleverd via het werk van Clemens van Alexandrië maken duidelijk dat het hier om een sterk moraliserend geschrift gaat. Men duidt deze streng-moralistisch geschriften waarin seksuele onthouding een belangrijk rol speelt encratistisch. Daarnaast is het evangelie vrouwonvriendelijk hetgeen blijkt drie van de vijf overgeleverde citaten.

### De vijf citaten uit het Evangelie van de Egyptenaren
"Salome zei: 'Tot wanneer zullen mensen blijven sterven.' (...) En de Heer antwoordde: 'Zolang de vrouwen kinderen blijven baren.' "
"Jezus zei: 'Ik ben gekomen om een einde te maken aan de werken van de vrouw' "
"Salome vroeg 'Hoelang zal de dood macht hebben', waarop Jezus antwoordde: 'Zolang de vrouwen kinderen baren"
"Salome zei: 'In dat geval heb ik er goed aan gedaan om geen kinderen te baren.' De Heer antwoordde en zei: 'Eet van elke plant, maar van hetgeen bitter is moet je niet eten.'
"Toen Salome wilde weten wanneer hetgeen zij zojuist vroeg zou uitkomen, sprak de Heer: 'Wanneer jullie het kleed van de schaamte hebben getreden en wanneer de twee één zullen zijn worden en het mannelijke en vrouwelijke één zijn geworden, opdat er geen mannelijk en vrouwelijk meer is.'